# Mariusz Handzlik

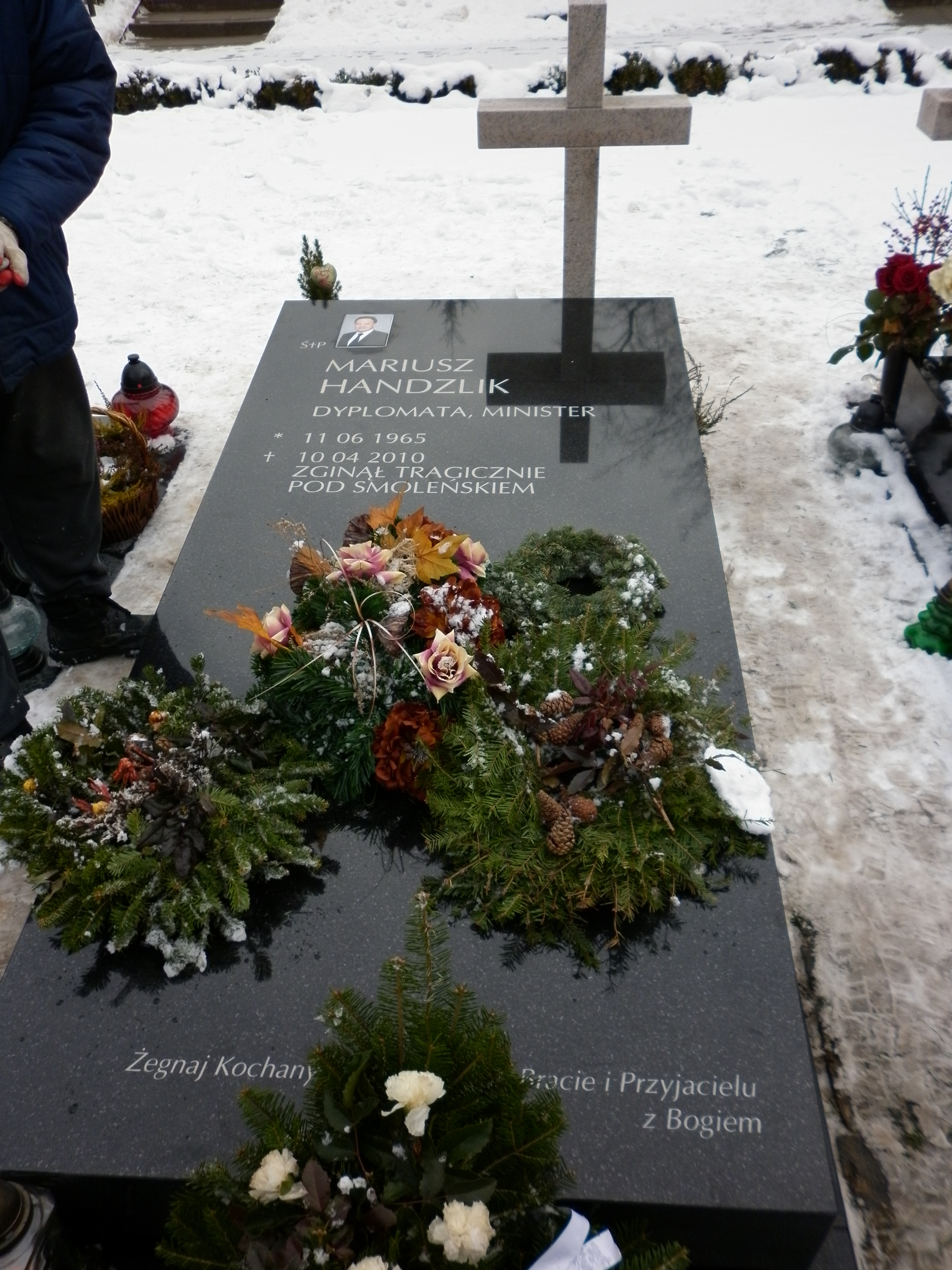
Grób Mariusz Handzlika na Powązkach (2011)

Mariusz Handzlik (ur. 11 czerwca 1965 w Bielsku-Białej, zm. 10 kwietnia 2010 w Smoleńsku) – polski dyplomata, urzędnik państwowy, w latach 2008–2010 podsekretarz stanu w Kancelarii Prezydenta RP Lecha Kaczyńskiego.

## Życiorys
Ukończył studia na Wydziale Nauk Społecznych Katolickiego Uniwersytetu Lubelskiego na kierunku socjologia ze specjalizacją stosunki międzynarodowe. Uzyskał także wykształcenie uzupełniające w ramach Szkoły Nauk Społecznych Uniwersytetu Wiedeńskiego, Uniwersytetu Genewskiego, Uniwersytetu w Cranfield oraz Centrum Handlu i Bezpieczeństwa Międzynarodowego (CITS) na Uniwersytecie Georgii. Odbył staże zawodowe w amerykańskiej Komisji Spraw Zagranicznych Izby Reprezentantów i Komisji Stosunków Międzynarodowych Senatu, w UNRISD (Instytucie Badawczym Narodów Zjednoczonych dla Rozwoju Społecznego przy ONZ) oraz w Stałym Przedstawicielstwie RP przy Kwaterze Głównej NATO w Brukseli.
Od 1992 pracował jako doradca prezesa Rady Ministrów ds. polityki zagranicznej. W latach 1994–2000 był pierwszym sekretarzem i radcą ds. polityczno-wojskowych w Ambasadzie RP w Waszyngtonie. Od 2000 pełnił funkcję dyrektora Departamentu Polityki Eksportowej, a od 2001 wicedyrektora w Departamencie Polityki Bezpieczeństwa Ministerstwa Spraw Zagranicznych. Od 2002 do 2003 był ambasadorem tytularnym i przewodniczącym Reżimu Kontrolnego Technologii Rakietowych (MTCR) w Paryżu. W latach 2004–2005 pełnił funkcję radcy ministra w Stałym Przedstawicielstwie RP przy ONZ w Nowym Jorku.
Od 2006 pracował w Kancelarii Prezydenta RP na stanowisku dyrektora Biura Spraw Zagranicznych. 9 października 2008 został powołany na stanowisko podsekretarza stanu ds. międzynarodowych. W 2009 Instytut Pamięci Narodowej poinformował, że został on zarejestrowany przez funkcjonariuszy Służby Bezpieczeństwa w 1987 jako tajny współpracownik. Mariusz Handzlik zaprzeczył współpracy z SB, a potwierdził jedynie fakt podpisania dokumentu, w którym zobowiązał się do spotkania z oficerem SB. W tym samym roku w wyniku tzw. autolustracji Sąd Okręgowy w Warszawie uznał go za pokrzywdzonego przez SB, a nie za tajnego współpracownika tej służby.
Zginął w katastrofie polskiego samolotu Tu-154M w Smoleńsku 10 kwietnia 2010 w drodze na obchody 70. rocznicy zbrodni katyńskiej. Jego pogrzeb odbył się 26 kwietnia tego samego roku w Kwaterze Smoleńskiej na Cmentarzu Wojskowym na Powązkach w Warszawie. Jak się jednak okazało w wyniku ekshumacji, przeprowadzonej 6 grudnia 2016 w związku z prowadzonym w Prokuraturze Krajowej śledztwem w sprawie katastrofy smoleńskiej, jego ciało spoczywało w grobie Piotra Nurowskiego. Grób Mariusza Handzlika otwarto 28 grudnia tego samego roku i wydobyto z niego ciało Piotra Nurowskiego.

## Życie prywatne
Syn Tadeusza i Marianny. Miał troje dzieci: Julię, Iwonę i Jana.

## Odznaczenia i wyróżnienia
- Krzyż Komandorski Orderu Odrodzenia Polski – 2010, pośmiertnie[10]
- Secretary of Defense Medal for Outstanding Public Service – 2000, Stany Zjednoczone
- Wielki Oficer Orderu Zasługi – 2008, Portugalia[11]
- Wielki Oficer Orderu Wiernej Służby – 2009, Rumunia[12]
- Honorary Officer Narodowego Orderu Zasługi – 2009, Malta[13]
- Krzyż Komandorski Orderu Zasługi – 2009, Węgry[14]
- Krzyż Komandorski Orderu „Za Zasługi dla Litwy” – 2009, Litwa[15][16]
- Nagroda im. Marka Palmera – 2011, pośmiertnie[17]